# Kungsängsbron

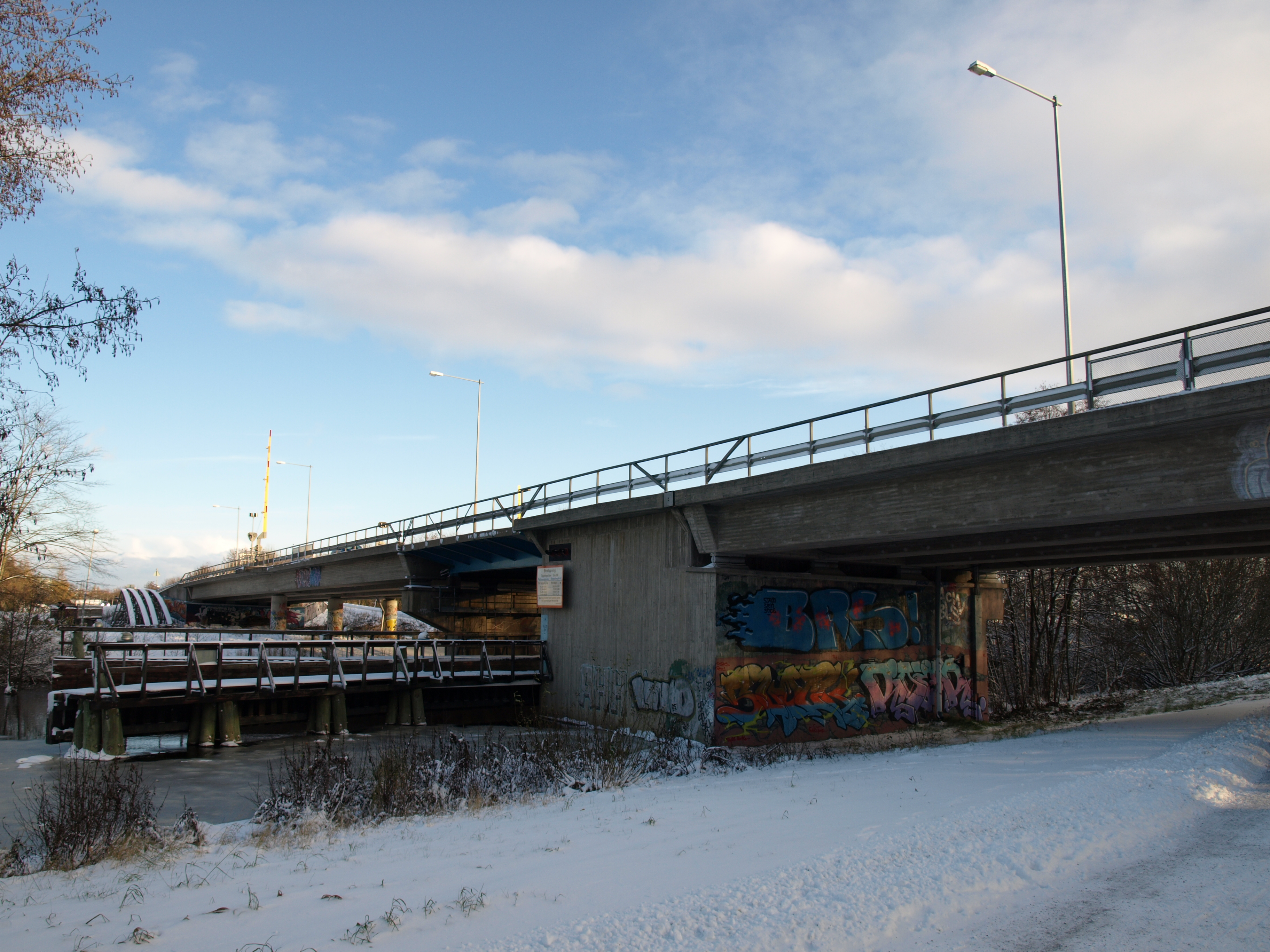
Kungsängsbron i november 2008.

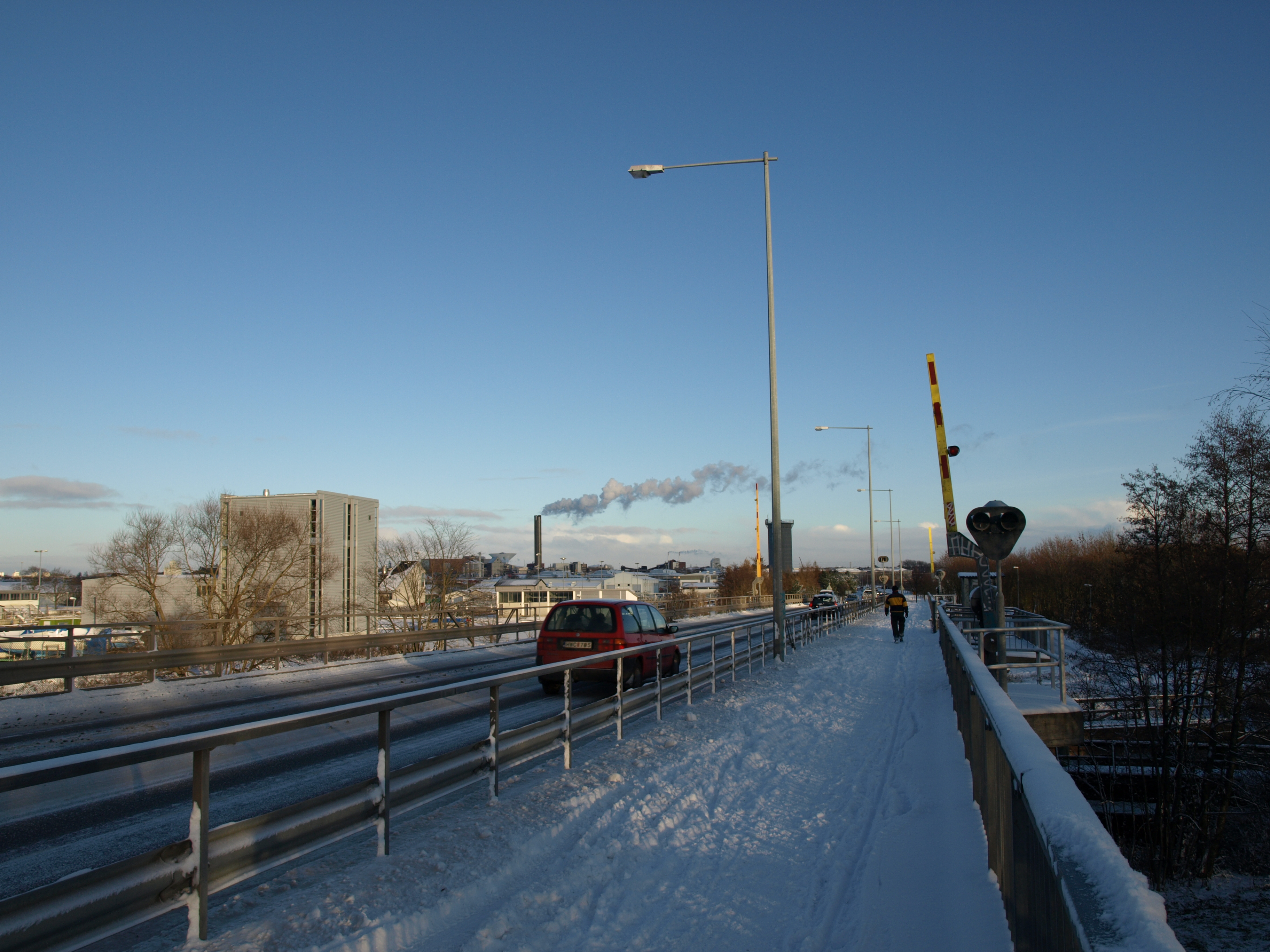
Ovanpå Kungsängsbron.

Kungsängsbron är en bro över Fyrisån i Uppsala. Bron är en öppningsbar klaffbro och invigdes 1982. Den utgör en del av den hårt trafikerade Kungsängsleden som i sin tur är en viktig förbindelse mellan vissa av Uppsalas sydliga delar och motorvägen i Uppsala. Broöppning förekommer ibland och är vanligast under sommaren då båttrafik för turister förekommer. Även under vinterhalvåret förekommer broöppning. Vid broöppning blir det oftast mycket långa köer på den hårt trafikerade vägen.